# 費爾菲爾德 (北達科他州)
費爾菲爾德（英語：Fairfield）是位於美國北達科他州比靈斯縣的非建制地區。

## 歷史
費爾菲爾德的郵局自1911年營運至今。

## 地理
費爾菲爾德所處的海拔為高於海平面840米（即2756英呎），而該地所採用的時區為UTC-7，即北美山地时区（MST）。同時該地設有夏令時間，為UTC-7調快一小時，即UTC-6（MDT）。